# Ciprian Porumbescu

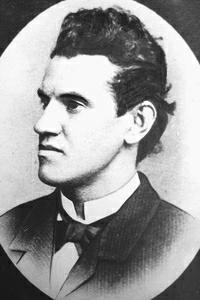
Ciprian Porumbescu

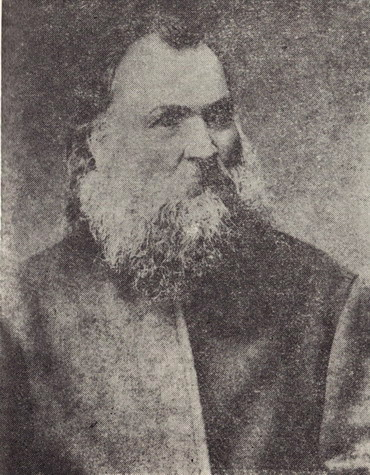
Iraclie Porumbescu

Ciprian Porumbescu [tʃipriˈan porumˈbesku] anhörenⓘ (* 14. Oktober 1853 in Șipotele Sucevei, Kaisertum Österreich, heute Schepit als Cyprian Gołęmbiowski; † 6. Juni 1883 in Stupca) war ein rumänischer Komponist.

## Leben

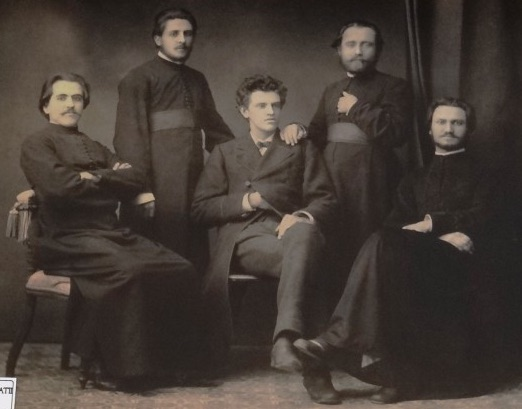
Porumbescu als Student (Mitte) im Kreise des Komitees der Societatea Arboroasa

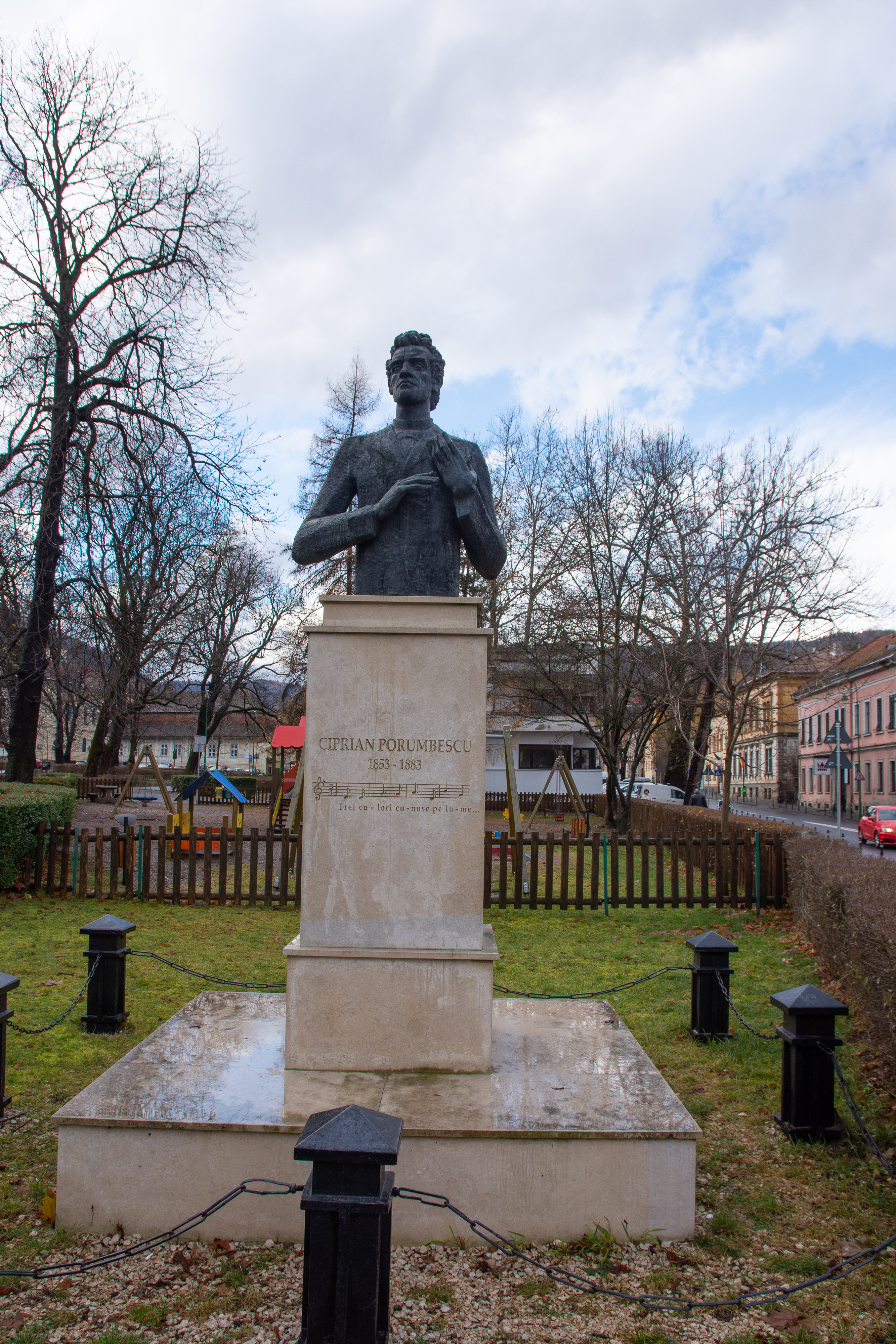
Denkmal in Brașov

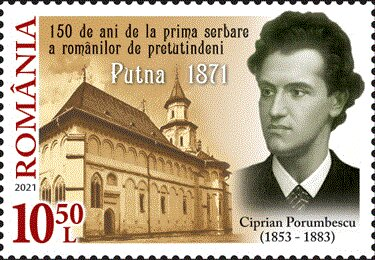
Briefmarke mit Porumbescu zum Gedenken an die nationalen Feierlichkeiten von Putna 1871 (Rumänien, 2021)

Porumbescu wurde als Sohn des orthodoxen Priesters Iraclie Gołęmbiowski geboren. Gołęmbiowski nannte sich seit seiner Jugend Iraclie Porumbescu, aber er änderte seinen Namen offiziell erst 1881, als Ciprian in Suceava zur Schule ging. Seinen ersten Musikunterricht erhielt Porumbescu von seinem Vater, Simona Mayer, einer Lehrerin an der Volksschule im Nachbardorf Ilisești und der Pianist und Lehrer Karol von Mikuli, ein Schüler von Frédéric Chopin. Mikuli war mehrere Sommer hintereinander im Haus der Gołęmbiowskis (1859–1864) zu Gast gewesen, um Volkslieder aus der Bukowina zu sammeln. Nach dem Abitur am Gymnasium, ging Ciprian Porumbescu 1873 nach Czernowitz, wo er sich am Theologischen Seminar einschrieb, aber auch zugleich die Gelegenheit nutzte, sein Musikstudium zu vertiefen. Porumbescu nahm Harmonie-, Chor-, Kompositions- und Dirigierunterricht bei Isidor Vocobchievici. Parallel zum theologischen und musikalischen Studium besuchte er Kurse an der Philosophischen Fakultät in Czernowitz. 1875 beteiligte sich der Porumbescu an der Gründung einer nationalistisch und patriotisch orientierten Organisation in Czernowitz, der Societatea Arboroasa. Porumbescu komponierte Hymnen und wurde im Studienjahr Präsident der Gesellschaft. Er verfolgte die Idee der nationalen Emanzipation durch die Organisation kultureller und künstlerischer Konferenzen und der Zusammenarbeit mit anderen ähnlichen Organisationen aus der Moldau, der Walachei, Siebenbürgen, Budapest, Wien, München, aber vor allem durch Aufführungen, bei denen er seine Kompositionen präsentierte. 1880 ging Porumbescu nach Wien und setzte sein Musikstudium am Konservatorium der Gesellschaft der Musikfreunde in Wien fort. Dort lernte er seinen Musikprofessor Anton Bruckner und Franz Krenn kennen. Hier komponierte er zwanzig Chorstücke, die in der Liedersammlung Colecțiune de cântece sociale pentru studenții români veröffentlicht wurden. 1881 kehrte Porumbescu in seine Heimat zurück und war Kapellmeister in Bukarest sowie Musiklehrer in Braşov, wo er die erste rumänische Operette Crai nou schrieb. Das Libretto stammte von Vasile Alecsandri und Viorel Cosma. Am 11. März 1882 fand im Festsaal des Rumänischen Gymnasiums in Brașov die Uraufführung statt, die ein überwältigender Erfolg war, sodass es zwei weitere Aufführungen am 12. und 23. März desselben Jahres in Braşov und eine weitere in Oraviţa gab. Ciprian Porumbescu veröffentlichte in der folgenden Zeit seine bekanntesten Orchesterwerke, u. a. die Rapsodia română und Serenadă. Anfang 1883 kehrte Porumbescu in sein Elternhaus in Stupca zurück und starb dort im Kreis seiner Familie an Tuberkulose. Porumbescu starb am 6. Juni 1883 im Alter von 29 Jahren. Er wurde auf dem Friedhof des Dorfes, in der Nähe des Altars der Kirche Sfântul Dumitru, beigesetzt.

## Wirkung

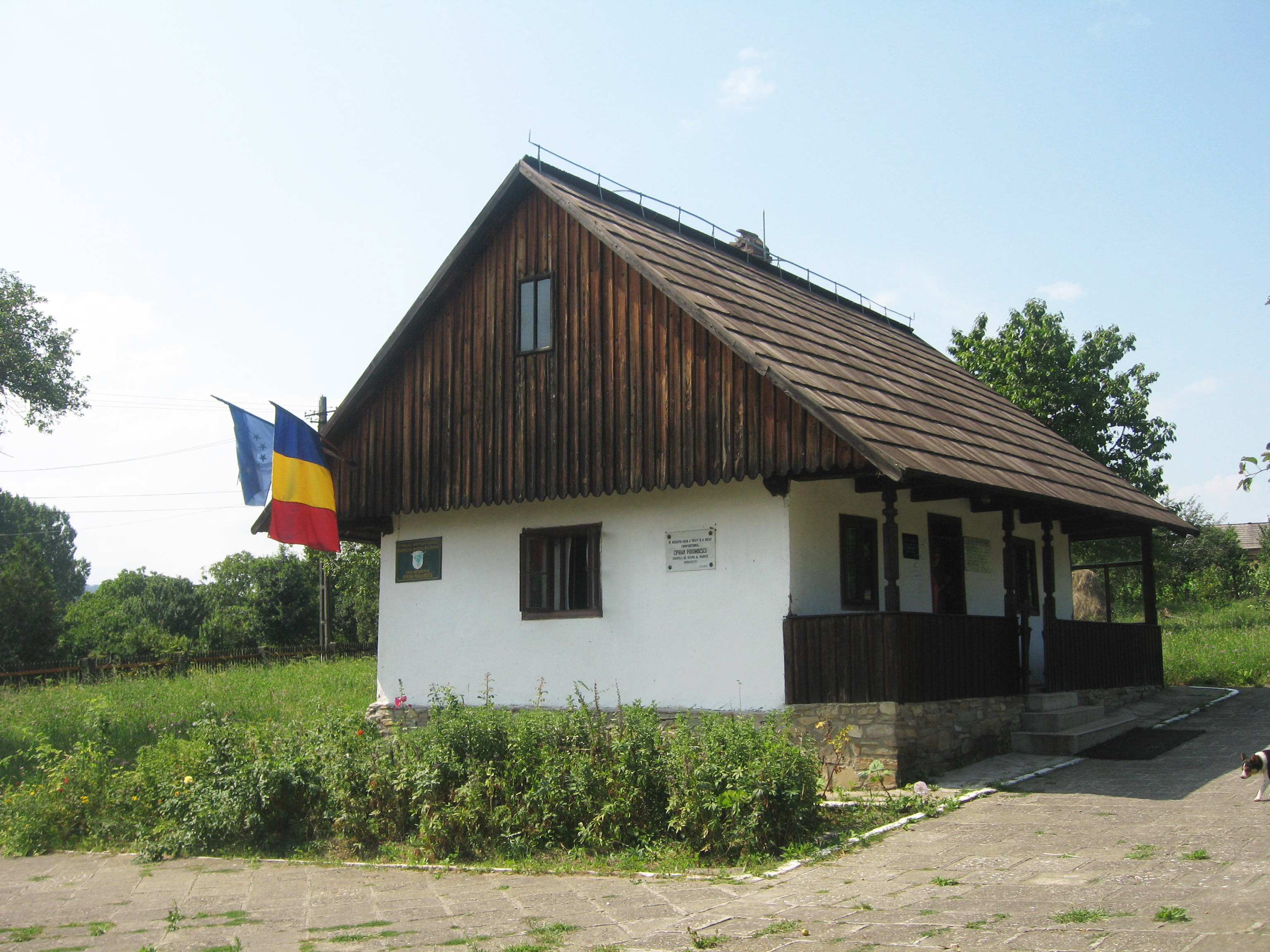
Gedenkstätte in Stupca

Zu Porumbescus bekanntesten Werken zählen die Operette Crai nou (1882), die frühere rumänische Nationalhymne Trei culori und die albanische Nationalhymne Himni i Flamurit (ursprünglich rumänischer Name: Pe-al nostru steag e scris Unire).
Nach ihm war – bis zur Umbenennung 1990 in Nationale Musikuniversität Bukarest – das Konservatorium „Ciprian Porumbescu“ Bukarest benannt.

## Werke

### Gesang und Klavier
- A căzut o stea lină, duet pentru sopran și alto

- Bate fierul pân-ce-i cald, cuplet satiric

- Boala mea, Text von D. Petrino

- Că-i domn cu guler și cu frac, satirisches Cuplet, Text von Ciprian Porumbescu
- Cît te-am iubit, voce solo, Text von Matilda Cugler Poni
- Dedicațiune, Text von V. Vumvac
- Du bist wie eine blume (O rază veștejită), op. 30, nach einem Gedicht von Heinrich Heine
- Fata popii, Hora für Gesang und Klavier, Text von D. Bohntineanu
- Frühling im herbste, deutscher Text von Johann Sperling
- Frunză verde mărgărit
- Hofmnaren-Lied, deutscher Text von Adolf Born
- Ich liebte dich, deutscher Text von German Lingg
- Imn de urare, für Sopran und Tenor
- La lună, Text von N. Gane
- Lăsați-mă să cânt, Text von Matilda Cugler Poni
- Mii de mii de stele
- Nocturne, deutscher Text
- Odă la vin, Text von S. G. Virgolic
- O dorință, op.1
- O frage nicht, deutscher Text von Robert Prutz
- Resignation, deutscher Text von Ciprian Porumbescu
- Suspinul prizonierului
- Te-ai dus iubite, Text aus Convorbiri Literare

### Chormusik
- Avacreon cîntă să bem, Text von Ciprian Porumbescu
- Bericică cristalină
- Cântecul gintei latine, Text von Vasile Alecsandri
- Cântecul tricolorului, Text von Ciprian Porumbescu
- Dragoș Vodă cel vestit, Text von Ciprian Porumbescu

- Frați la masa asta întinsă
- Gaudeamus igitur
- Hai să ciocnim, Text von T. V. Ștefanelli
- Hora, Text von Ciprian Porumbescu
- Cântecul margaretei, Text von Vasile Alecsandri
- Cât-îi țara românească
- Frunză verde foi de nalbă
- Frunză verde mărgărit
- Noapte de primăvară, Text übersetzt ins Deutsche von Ciprian Porumbescu
- Odă ostașilor români, Text von Vasile Alecsandri
- Serenada (Dormi ușor)

### Kirchenmusik
- Adusu-mi-ai aminte
- Cade-se cu adevărat
- Cântările Sf. Liturghii
- Candacul Maicii Domnului
- Cristos au înviat
- Hristos a înviat
- Lăudați pre Domnul
- Proceasna de Paști
- Tatăl nostru
- Acsion la Rusali (Bucură-te Maică)
- Acsion la Duminica Floriilor
- Antifon pentru Vinerea Paștilor
- Ca pre Împăratul
- Heruvic (Acum puterile cerești)
- Hristos au înviat (triumfal)
- Hristos au înviat (solemn)
- În mormând viață
- Irmosul învierii
- Pre Tatăl
- Priceasna de Paști (Cu trupul lui Hristos)
- Psalm (Dumnezeu este Domnul)
- Sfinte Dumnezseule

### Klavierstücke
- Adio, cugetă la mine!, Walzer
- Basme iașiene
- Bătrâneasca, Hora
- Camelii, op. 5, Walzer
- Cântecul ciobanului, Walzer
- Coloane române, op. 7, folkloristische Motive
- Copilul pe mormântul tatălui său
- Cocoana Chirița, Hora
- En minuature, Polka
- Fantome
- Fluturaș de noapte, Polka-française
- Galgenhumor, Walzer
- Gavote de concert
- Hora Brașovului
- Hora de la Stupca
- Hora detrunchiaților
- Hora de salon
- Hora Prahovei
- Hora 1
- Hora 3
- Ilenuța, Polka-française
- Joc de nuntă, folkloristische Motive
- Kleeblättchen, Polka-française
- Lina Carolina, Hora
- Mariorica
- Nalba, Polka-française
- Ochi albaști, Polka-française
- O dimineață pe Tîmpa
- O horă națională română
- O seară la stână
- Pe căi străine
- Pe căile stupcei, Polka-Mazurka
- Peneș curcanul, horă de salon
- Pe unde azurii, Polka-Mazurka
- Plevna, Polka-française
- Potpuriu de Cântece Naționale
- Potpuriu din opereta Crai-nou
- Rapsodia română
- Reine Elisabeth, Gavotte
- Souvenir de Brașov, Walzer
- Souvenir de nervi, op. 17, Nocturne

### Symphonische Werke
- Paraphrase sur un thème roumaine, 1882

### Kammermusik
- Cvintet de coarde cu flaut, 1875

- Cvintet de coarde, 1875

### Opernwerke
- Cisla, 1876, komische Oper für Männerchor (mit oder ohne Begleitung), Libretto von Ciprian Porumbescu
- Candidatul Linte sau Rigorosul teologic, 1877, Lustspiel in zwei Szenen, mit Ouvertüre und Schluss, für zwei Chöre, Soli und Klavier, Libretto von Ciprian Porumbescu
- Crai nou, 1882, Operette, Libretto von Vasile Alecsandri